# Lance Thomas
Lance Thomas (Brooklyn, 24 de abril de 1988) é um jogador norte-americano de basquete profissional que atualmente está sem clube.
Ele jogou basquete universitário no Duke Blue Devils e não foi selecionado no Draft da NBA de 2017. Ele jogou pelo New Orleans Pelicans, Oklahoma City Thunder e New York Knicks da NBA, pelo Austin Toros da G-League e pelo Guangzhou Long-Lions da Chinese Basketball Association.

## Carreira no ensino médio
Thomas frequentou a Scotch Plains-Fanwood High School em Scotch Plains, Nova Jersey, durante seus primeiros anos. Nos seus dois últimos anos, ele frequentou a Saint Benedict's Preparatory School. Ele levou a escola a dois títulos da Prep A Division em Nova Jersey com um recorde de 56-3 em suas duas últimas temporadas. Ele teve médias de 14,5 pontos e 6,5 rebotes por jogo em seu último ano.
Em 2005, Thomas jogou no USA Basketball Youth Development Festival, onde ajudou a equipe azul a conquistar a medalha de prata com um recorde de 3-1. Após seu último ano, ele jogou no McDonald's All-American de 2006.
Considerado um recruta de quatro estrelas pela Rivals.com, Thomas foi listado como o 13° melhor Ala e o 42° melhor jogador no país em 2006.
Depois de se comprometer com Duke em 5 de abril de 2006, Thomas jogou pela Seleção Americana Sub-18 na Copa América de Basquetebol, onde ajudou os EUA a ganhar a medalha de ouro.
| Nome | Cidade natal                 | Escola                | Altura | Peso   | Data               |
| --- | ---------------------------- | --------------------- | ------ | ------ | ------------------ |
| Lance Thomas G | Brooklyn, New York           | Scotch Plains-Fanwood | 2.03 m | 102 kg | 5 de Abril de 2006 |
| Lance Thomas G | Recrutamento: Rivais: Scout: |                       |        |        |                    |
| - Nota : Em muitos casos, Scout, Rivals, 247Sports e ESPN podem entrar em conflito em suas listas de altura e peso, nestes casos, a média foi obtida. - Fonte: |                              |                       |        |        |                    |

## Carreira na faculdade

### Duke (2006–2010)

#### Temporada de 2006-07
Como calouro, Thomas jogou em 31 jogos e obteve uma média de 4,0 pontos e 2,5 rebotes em 14.9 minutos.

#### Temporada de 2007-08

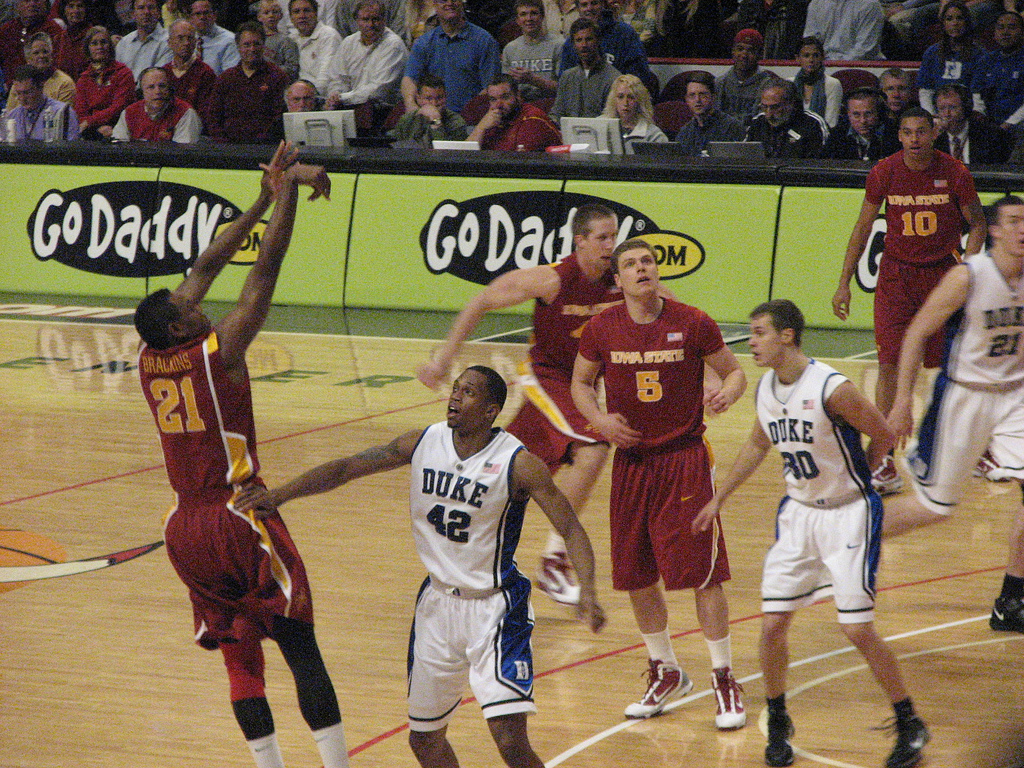
Thomas marcando Craig Brackins da Universidade Estadual de Iowa.

Em seu segundo ano, Thomas jogou em 32 jogos e obteve uma média de 4,3 pontos e 3,3 rebotes em 18,5 minutos.
A capacidade de Thomas de acertar os arremessos foi um grande exemplo de sua melhoria. Foi dito sobre ele: "Se ele acertar a bola a um metro e meio da cesta, é provável que ele a coloque no aro - independentemente de ter cometido falta."

#### Temporada de 2008-09
Em seu terceiro ano, Thomas jogou em 37 jogos e teve uma média de 5,3 pontos e 3,6 rebotes em 18.6 minutos. Thomas sentiu que a maior diferença entre a equipe deste ano e a dos últimos dois anos, foi a experiência.

#### Temporada de 2009-10: título da NCAA
Em seu último ano, Thomas e Jon Scheyer foram nomeados co-capitães de Duke. Em janeiro de 2010, Thomas teve 12 rebotes contra Universidade Estadual da Carolina do Norte. Em 10 de fevereiro, Duke conseguiu uma vitória de 64-54 contra a rival Carolina do Norte. No entanto, Thomas sofreu uma contusão óssea grave no joelho direito no início do segundo tempo, forçando-o a perder o próximo jogo contra Maryland.
Thomas ajudou Duke a vencer o Torneio da NCAA de 2010, o quarto título desde 1991. Na final, Duke enfrentou Butler e o astro Gordon Hayward. Butler teve a chance de vencer o jogo com 3,6 segundos restantes, mas Hayward errou o arremesso, dando ao Duke uma vitória por 61-59.
Thomas foi nomeado para a Equipe-Defensiva da ACC e terminou sua carreira no basquete universitário em 10º na lista de todos os tempos de Duke em rebotes ofensivos (255). Em 40 jogos no seu último ano, ele obteve uma média de 4,8 pontos e 4,9 rebotes em 25,3 minutos por jogo.

## Carreira profissional

### Austin Toros (2010–2012)
Entre novembro de 2010 e dezembro de 2011, Thomas jogou na G-League pelo Austin Toros. Em 9 de dezembro de 2011, Thomas assinou contrato com o New Orleans Hornets para sessões de treinamento. Ele fez parte do time dos Hornets para o início da temporada de 2011-12, mas foi dispensado pela equipe em 31 de dezembro.
Em 4 de janeiro de 2012, Thomas foi readquirido pelo Austin Toros. Mais tarde, ele foi selecionado para jogar no All-Star Game da D-League de 2012. 
Em 65 jogos pelo Austin em duas temporadas, ele teve média de 13,4 pontos, 6,2 rebotes e 1,3 assistências por jogo.

### New Orleans Hornets / Pelicans (2012-2013)

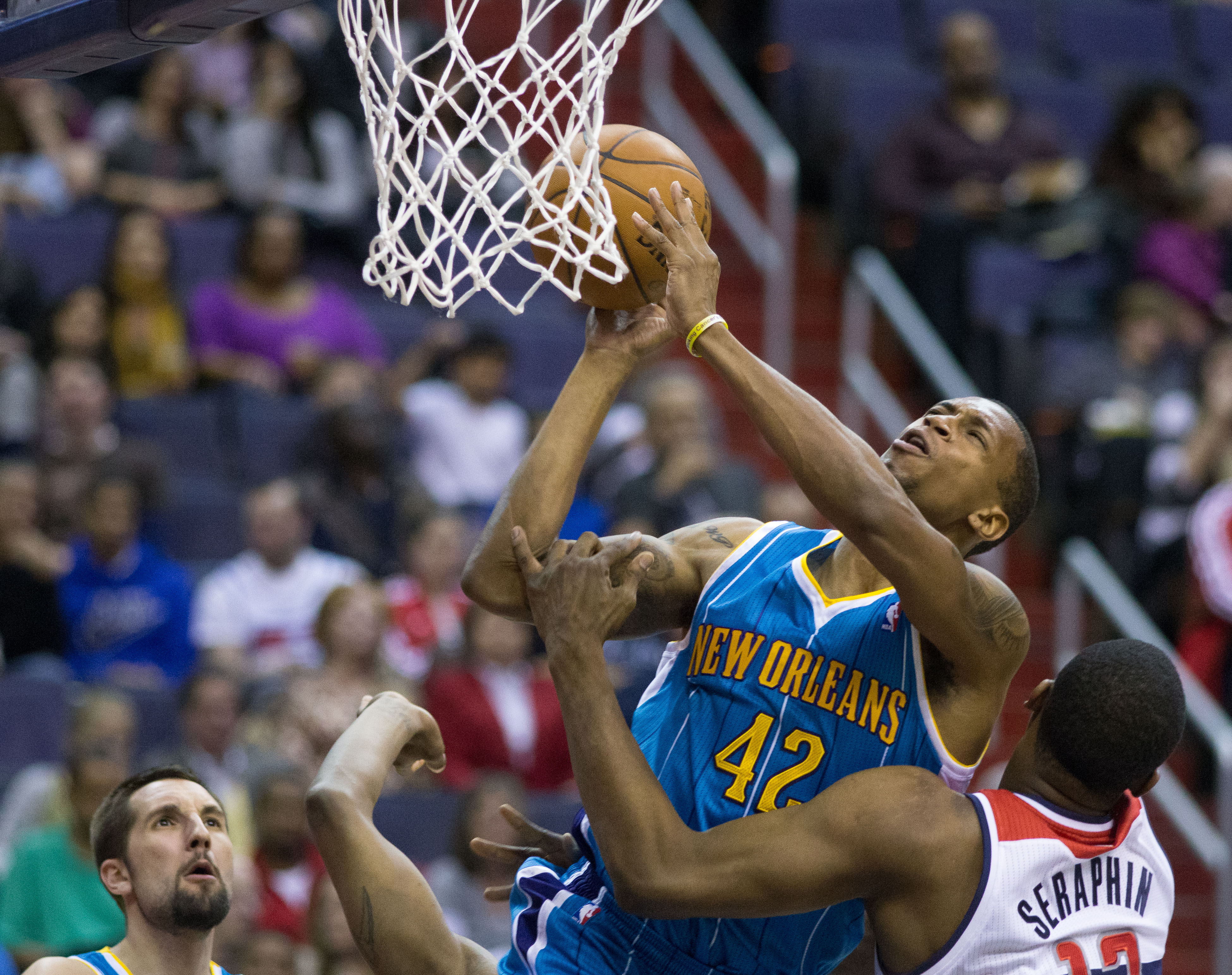
Thomas com os Hornets em 15 de março de 2013.

Em 6 de fevereiro de 2012, Thomas foi convocado pelo New Orleans Hornets, assinando um contrato de 10 dias com a equipe. Mais tarde, ele assinou um segundo contrato de 10 dias em 16 de fevereiro e um contrato de vários anos em 27 de fevereiro.
Na temporada de 2012–13, Thomas jogou em 59 jogos pelos Hornets e teve médias de 2,5 pontos e 1,9 rebotes. Em abril de 2013, os Hornets trocaram o nome para New Orleans Pelicans.
Em 10 de julho de 2013, Thomas foi dispensado pelos Pelicans. Mais tarde, ele voltou a assinar com os Pelicans em 22 de agosto, mas conseguiu apenas cinco jogos pela equipe na temporada de 2013–14, antes de ser dispensado novamente em 12 de novembro.
Em 106 jogos pelo New Orleans em três temporadas, ele registrou 321 pontos, 685 rebotes e 208 assistências.

### Foshan Dralions (2013-2014)
Em 27 de dezembro de 2013, Thomas assinou com o Foshan Dralions para jogar o resto da temporada de 2013-14 da CBA.
Em 16 jogos pelo Foshan, ele obteve média de 26,1 pontos, 10,8 rebotes, 1,0 assistências e 1,6 roubadas de bola.

### Oklahoma City Thunder (2014–2015)
Em 29 de setembro de 2014, Thomas assinou com o Oklahoma City Thunder.
O técnico do Thunder, Scott Brooks, disse sobre Thomas: "Lance é um trabalhador esforçado. Ele é um jogador que pode jogar em várias posições. Ele oferece tudo o que tem e é isso que você deseja".
Em 22 jogos pelo Thunder, ele obteve média de 5.1 pontos e 3.4 rebotes em 20.5 minutos.

### New York Knicks (2015–2019)
Em 5 de janeiro de 2015, Thomas foi negociado com o New York Knicks em uma troca envolvendo três equipes e seis jogadores que também envolvia o Thunder e o Cleveland Cavaliers. Ele foi dispensado pelos Knicks dois dias depois.
Em 10 de janeiro, Thomas retornou ao Knicks com um contrato de 10 dias. Mais tarde, ele assinou um segundo contrato de 10 dias em 21 de janeiro e um contrato pelo resto da temporada em 31 de janeiro.
Em 22 de março de 2015, Thomas marcou 24 pontos em uma derrota de 106-89 para o Toronto Raptors.
Em 10 de julho de 2015, Thomas assinou novamente com os Knicks. Em 21 de dezembro de 2015, ele marcou 24 pontos em uma derrota por 107-99 para o Orlando Magic.
Em 8 de julho de 2016, Thomas novamente assinou um contrato com os Knicks.
Antes do início da temporada de 2017-18, Thomas foi nomeado co-capitão dos Knicks ao lado de Courtney Lee.
Em 29 de junho de 2019, ele foi dispensado pelos Knicks.

## Carreira na seleção
Em 2011, Thomas fazia parte da Seleção Americana que conquistou uma medalha de bronze nos Jogos Pan-Americanos de 2011.

## Estatísticas

### NBA

#### Temporada regular
| Ano      | Time          | PJ  | MPJ  | AP   | 3P   | LL   | RT  | AS  | BR | TO | PPJ |
| -------- | ------------- | --- | ---- | ---- | ---- | ---- | --- | --- | -- | -- | --- |
| 2011–12  | New Orleans   | 42  | 15.0 | .452 | .000 | .839 | 3.0 | .3  | .2 | .2 | 4.0 |
| 2012–13  | New Orleans   | 59  | 10.9 | .500 | –    | .729 | 1.9 | .3  | .2 | .1 | 2.5 |
| 2013–14  | New Orleans   | 5   | 8.4  | .222 | –    | .500 | 1.4 | .6  | .0 | .0 | 1.2 |
| 2014–15  | Oklahoma City | 22  | 20.5 | .357 | .000 | .697 | 3.4 | .9  | .5 | .0 | 5.1 |
| 2014–15  | New York      | 40  | 26.0 | .434 | .333 | .742 | 3.0 | 1.2 | .7 | .2 | 8.3 |
| 2015–16  | New York      | 59  | 22.3 | .442 | .404 | .857 | 2.2 | .9  | .4 | .1 | 8.2 |
| 2016–17  | New York      | 46  | 21.0 | .398 | .447 | .843 | 3.2 | .8  | .4 | .1 | 6.0 |
| 2017–18  | New York      | 73  | 18.5 | .382 | .403 | .830 | 2.4 | .6  | .4 | .2 | 4.1 |
| 2018–19  | New York      | 46  | 17.0 | .396 | .278 | .750 | 2.5 | .6  | .4 | .2 | 4.5 |
| Carreira | Carreira      | 392 | 18.4 | .417 | .383 | .797 | 2.6 | .7  | .4 | .1 | 5.2 |

### Universitário
| Ano      | Time     | PJ  | MPJ  | AP   | 3P | LL   | RT  | AS | BR | TO | PPJ |
| -------- | -------- | --- | ---- | ---- | -- | ---- | --- | -- | -- | -- | --- |
| 2006–07  | Duke     | 31  | 14.9 | .568 | –  | .593 | 2.5 | .0 | .5 | .1 | 4.0 |
| 2007–08  | Duke     | 32  | 18.5 | .505 | –  | .521 | 3.3 | .3 | .6 | .4 | 4.3 |
| 2008–09  | Duke     | 37  | 18.6 | .626 | –  | .553 | 3.6 | .5 | .5 | .3 | 5.3 |
| 2009–10  | Duke     | 40  | 25.3 | .439 | –  | .743 | 4.9 | .9 | .6 | .2 | 4.8 |
| Carreira | Carreira | 140 | 19.7 | .525 | –  | .600 | 3.6 | .5 | .6 | .2 | 4.6 |

Fonte: